# Ctenochira subarctica
Ctenochira subarctica là một loài tò vò trong họ Ichneumonidae.